# ロバート・アーバスノット (第4代アーバスノット子爵)
第4代アーバスノット子爵ロバート・アーバスノット（英語: Robert Arbuthnott, 4th Viscount of Arbuthnott、1686年11月24日（洗礼日） – 1710年5月8日）は、スコットランド貴族。

## 生涯
第3代アーバスノット子爵ロバート・アーバスノットとアン・ゴードン（1695年6月没、第15代サザーランド伯爵ジョージ・ゴードンの娘）の長男として生まれ、1686年11月24日に洗礼を受けた。1694年8月に父が死去すると、アーバスノット子爵の爵位を継承した。
1710年5月8日に死去、生涯未婚だったため弟ジョンが爵位を継承した。1710年5月10日、バース修道院に埋葬された。